# Розбиття відрізка
Хай {\displaystyle \ [a,b]} — відрізок. Набір точок {\displaystyle \ x_{0},x_{1},\ldots ,x_{n}} таких, що 
{\displaystyle a=x_{0}<x_{1}<x_{2}<\cdots <x_{n-1}<x_{n}=b}
називається розбиттям відрізка {\displaystyle [a,b]} і позначається одним із символів 
{\displaystyle \{x_{0},x_{1},\ldots ,x_{n}\},\;\lambda ([a,b]),\;\lambda }

Діаметром (чи розміром) розбиття {\displaystyle \lambda =\{x_{0},x_{1},\ldots ,x_{n}\}} називається число
де

## Зноски
1. ↑  Фіхтенгольц, 2023, с. 793.